# The Rise and Fall of a Midwest Princess
The Rise and Fall of a Midwest Princess é o álbum de estreia da cantora e compositora norte-americana Chappell Roan. Publicado em 22 de Setembro de 2023 pela Amusement (selo filiado à Island Records fundado pelo produtor musical Daniel Nigro especialmente para este trabalho), The Rise and Fall of a Midwest Princess é, primariamente, um álbum de synth-pop, mas contém vários elementos e referências de pop rock, new wave, folk-pop, rock, dance-pop, country e disco.
The Rise and Fall of a Midwest Princess, apesar de sua tímida repercussão nos seus primeiros meses de publicação, foi aclamado pela crítica musical por sua natureza ousada e elevado teor emocional, também elogiando a envolvente mistura de composições afiadas e a performance vocal de Chappell, fazendo várias publicações classificarem-no em diversas listas de melhores álbuns do ano de 2023.
Um ano depois de publicado, o álbum foi indicado a duas estatuetas da 67ª cerimônia anual do Grammy em 2025 (Álbum do Ano e Melhor Álbum Vocal de Pop), o que também a fez entrar para o seleto grupo de 12 artistas musicais na história da premiação com indicações ao Grammy em todas as suas quatro principais categorias (Gravação do Ano e Canção do Ano - às quais Chappell também foi indicada, no entanto, pelo seu single "Good Luck, Babe!" lançado em Abril de 2024 - e as duas outras categorias anteriormente citadas) em uma mesma premiação anual.

## Antecedentes e gravação
Chappell iniciou sua carreira musical aos 16 anos após assinar contrato com Atlantic Records e se mudar para Los Angeles alguns anos depois (quando lançou o EP "School Nights"). Em 2018, Chappell começou a trabalhar com Daniel Nigro (que, dois anos depois, viria a produzir os dois primeiros trabalhos de Olivia Rodrigo, Sour e Guts) e o primeiro single do que viria a ser o seu álbum, "Pink Pony Club", foi lançado em Abril de 2020 e, após ter sua publicação rejeitada pela Atlantic, Chappell teve seu contrato pela gravadora rescindido quatro meses depois por "baixo desempenho" e precisou retornar a Springfield (Missouri) na qual nasceu e cresceu para trabalhar como babá e barista para economizar dinheiro e voltar para Los Angeles em um futuro próximo, voltar a trabalhar com Nigro (o que apenas ocorreu do 2º Semestre de 2021 pro 1º Semestre de 2022).
O álbum foi inspirado na sua experiência ao deixar sua Cidade-Natal para Los Angeles em nome de sua carreira musical que, durante sua jornada de autodescoberta, a fez navegar pelo amor, pela mágoa e pela sua própria homossexualidade – temas que se tornariam centrais ao desenvolvimento do trabalho.

## Recepção da Crítica
| Críticas profissionais | Críticas profissionais |
| Pontuações agregadas   | Pontuações agregadas   |
| Fonte                  | Avaliação              |
| ---------------------- | ---------------------- |
| AnyDecentMusic?        | 7.9/10                 |
| Metacritic             | 85/100                 |
| Avaliações da crítica  |                        |
| Fonte                  | Avaliação              |
| AllMusic               | [ 8 ]                  |
| And It Don't Stop      | A                      |
| DIY                    | [ 10 ]                 |
| Dork                   | [ 11 ]                 |
| Exclaim!               | 7/10                   |
| The Line of Best Fit   | 9/10                   |
| NME                    | [ 14 ]                 |
| Paste                  | 8.4/10                 |
| Pitchfork              | 7.2/10                 |

The Rise and Fall of a Midwest Princess recebeu aclamados elogios ao ser lançado. De acordo com o agregador de críticas Metacritic, o álbum obteve "aclamação universal" com uma pontuação média ponderada de 85 em 100 a partir de 7 avaliações. Olivia Horn, da Pitchfork, chamou o álbum de "uma introdução ousada e tumultuada, sustentada por uma sólida composição e uma indiferença firme ao bom gosto", acrescentando que Roan é "abençoada com uma voz poderosa e versátil". Otis Robinson, do DIY, resumiu-o como "reflexivo, um pouco desequilibrado e inteiramente contraditório, mesclando a seriedade alt-pop de Lana Del Rey com o charme despreocupado de Lorde para mergulhar de cabeça em uma diversão emocional bagunçada".
Hannah Mylrea, da NME, o chamou de "um disco travesso e excêntrico cheio de grandes hits pop", além de ser um "álbum que combina os eletrizantes estilos pop de Roan com sua escrita engraçada e irresistível". Sam Franzini, do The Line of Best Fit, opinou que Roan "é uma força explosiva em seu álbum de estreia. Ela aborda todos os aspectos da sexualidade humana, psicologia, desejo e luxúria, tudo com alguns dos refrões mais cativantes deste ano". Robert Moran, do The Sydney Morning Herald, descreveu-o como "pop em sua forma mais divertida e afirmativa da vida". O LA Times o chamou de "um dos álbuns de dance-pop mais exuberantes do ano". Também foi descrito pela Attitude como electro, e a Clash caracterizou as faixas como alt-pop.

### Classificações de Fim de Ano
| Publicação/crítica | Lista                           | posição | Ref.   |
| ------------------ | ------------------------------- | ------- | ------ |
| Alternative Press  | 50 melhores álbuns de 2023      | -       | [ 23 ] |
| Billboard          | 50 melhores álbuns de 2023      | 13      | [ 24 ] |
| Coup De Main       | Melhores álbuns de 2023         | 3       | [ 25 ] |
| Dork               | 50 melhores álbuns de 2023      | 11      | [ 26 ] |
| Nylon              | 10 melhores álbuns de 2023      | 8       | [ 27 ] |
| Pitchfork          | 22 melhores álbuns pop de 2023  | -       | [ 28 ] |
| PopBuzz            | Melhores álbuns pop de 2023     | 1       | [ 29 ] |
| Rolling Stone      | 100 melhores álbuns de 2023     | 12      | [ 30 ] |
| The A. V. Club     | 27 melhores álbuns de 2023      | 2       | [ 31 ] |
| The Alternative    | Os 55 melhores álbuns de 2023   | 5       | [ 32 ] |
| The Skinny         | Os álbuns de 2023 do The Skinny | 19      | [ 33 ] |
| TIME               | 10 melhores álbuns de 2023      | 4       | [ 34 ] |
| Uproxx             | 74 melhores álbuns de 2023      | -       | [ 35 ] |
| Vogue              | 27 melhores álbuns de 2023      | -       | [ 36 ] |

| Publicação/crítica | Lista                      | posição | Ref.   |
| ------------------ | -------------------------- | ------- | ------ |
| Time Out           | Os melhores álbuns de 2024 | 2       | [ 37 ] |

## Desempenho Comercial
Embora não tenha sido um sucesso comercial imediato, The Rise and Fall of a Midwest Princess conquistou um público cult nos meses após seu lançamento e passou a ser considerado um "sleeper hit" até o início de 2024. O avanço comercial do álbum foi amplamente influenciado pelo ato de abertura de Roan na Guts World Tour de Olivia Rodrigo, suas performances em festivais de música como Coachella e Governors Ball, e o sucesso de seu single seguinte, "Good Luck, Babe!". Até junho de 2024, The Rise and Fall of a Midwest Princess havia escalado as paradas, alcançando o primeiro lugar na Irlanda, Nova Zelândia e Reino Unido, além de ficar entre os cinco primeiros da Billboard 200 dos EUA. Subsequentemente, vários de seus singles ("My Kink Is Karma", "Femininomenon", "Casual", "Pink Pony Club", "Red Wine Supernova" e "Hot to Go!") entraram pela primeira vez na Billboard Hot 100 desde seu lançamento.

## Prêmios ou indicações
| Premiação           | Ano  | Categoria                    | Resultado | Ref.   |
| ------------------- | ---- | ---------------------------- | --------- | ------ |
| ARIA Music Awards   | 2024 | Melhor Artista Internacional | Indicado  | [ 39 ] |
| Danish Music Awards | 2024 | Álbum Internacional do Ano   | Indicado  | [ 40 ] |
| Grammy Awards       | 2025 | Álbum do Ano                 | Indicado  | [ 41 ] |
| Grammy Awards       | 2025 | Melhor Álbum Vocal de Pop    | Indicado  | [ 41 ] |

## Lista de faixas
Lista de faixas adaptadas do Apple Music.
| Edição padrão  |                                   |                                                    |                                |         |  |
| N.º            | Título                            | Compositor(es)                                     | Produtor(es)                   | Duração |  |
| 1.             | "Femininomenon"                   | Kayleigh Amstutz Daniel Nigro                      | Nigro Mike Wise [a]            | 3:39    |  |
| 2.             | "Red Wine Supernova"              | Amstutz Lisa Hickox Amy Kuney Nigro Annie Schindel | Nigro Noah Conrad [a] Iixa [a] | 3:12    |  |
| 3.             | "After Midnight"                  | Amstutz Nigro Casey Smith                          | Nigro                          | 3:24    |  |
| 4.             | "Coffee"                          | Amstutz Maya Kurchner Eric Leva Nigro              | Nigro                          | 3:25    |  |
| 5.             | "Casual"                          | Amstutz Nigro Morgan St. Jean                      | Nigro Ryan Linvill             | 3:52    |  |
| 6.             | "Super Graphic Ultra Modern Girl" | Amstutz Annika Bennett Nigro Jonah Shy Wise        | Nigro Wise Shy [a]             | 3:03    |  |
| 7.             | "Hot To Go!"                      | Amstutz Nigro                                      | Nigro                          | 3:04    |  |
| 8.             | "My Kink Is Karma"                | Amstutz Nigro Justin Tranter                       | Nigro                          | 3:42    |  |
| 9.             | "Picture You"                     | Amstutz Nigro                                      | Nigro                          | 3:07    |  |
| 10.            | "Kaleidoscope"                    | Amstutz                                            | Nigro                          | 3:42    |  |
| 11.            | "Pink Pony Club"                  | Amstutz Nigro                                      | Nigro                          | 4:18    |  |
| 12.            | "Naked In Manhattan"              | Amstutz Nigro Skyler Stonestreet                   | Nigro                          | 3:31    |  |
| 13.            | "California"                      | Amstutz Nigro                                      | Nigro                          | 3:18    |  |
| 14.            | "Guilty Pleasure"                 | Amstutz Marcus Andersson Nate Campany Nigro        | Nigro                          | 3:44    |  |
| Duração total: | Duração total:                    | Duração total:                                     | Duração total:                 | 49:08   |  |

| Faixas bônus da edição Tidal |                                                  |         |  |
| N.º                          | Título                                           | Duração |  |
| 16.                          | "Casual" (studio live version)                   |         |  |
| 17.                          | "Super Graphic Ultra Modern Girl" (demo version) |         |  |
| 18.                          | "Hot to Go!" (demo version)                      |         |  |
| 19.                          | "My Kink Is Karma" (demo version)                |         |  |
| 20.                          | "Picture You" (demo version)                     |         |  |
| 21.                          | "Kaleidoscope" (demo version)                    |         |  |
| 22.                          | "Guilty Pleasure" (demo version)                 |         |  |

Note
- ↑[a]  significa um produtor adicional

## Equipe e colaboradores
Músicos
- Kayleigh Amstutz – vocais principais (todas as faixas), vocais de apoio (faixas 3, 4, 6, 7, 9, 14)
- Dan Nigro – vocais de apoio (1–7, 9, 14), guitarra base (1, 2, 4, 5, 10, 12), guitarra (1–3, 6, 8, 9), programação (1), programação de bateria (2, 7, 9, 14), guitarra acústica (4, 9, 14), piano (4, 10), teclados (6, 13), bateria (9, 14), Mellotron (10)
- Emily Williams – vocais de apoio (1)
- Mike Wise – programação (1), teclados (6)
- Paul Cartwright – cordas (1); viola, violino (9, 10, 13)
- Cara Salimando – vocais de apoio (2)
- Giana Shabestari – vocais de apoio (2)
- Sterling Laws – bateria (3, 6, 7, 13)
- Jared Solomon – guitarra base (3)
- Sam Stewart – guitarra (4, 7, 11)
- Ryan Linvill – flauta (4), guitarra base (8), programação de bateria (9, 12), *saxofone (9), programação (11), arranjo de metais (13)
- Arianna Powell – guitarra acústica (4)
- Kate Brady – vocais de apoio (11)
- Benjamin Romans – piano (11)
- Danny Ward – trompa francesa (13)
- Erick Serna – guitarra (13)
- Ido Meshulam – trombone (13)
- Austin Drake – trompete (13)
- Julian Dessler – trompete (13)

Técnica
- Randy Merrill – masterização
- Mitch McCarthy – mixagem (1, 4, 7, 11–13)
- Serban Ghenea – mixagem (2, 3, 6, 8)
- Michael Coleman – mixagem (5)
- Nathan Phillips – mixagem (9)
- Tom Elmhirst – mixagem (10)
- Geoff Swan – mixagem (14)
- Daniel Nigro – engenharia
- Mike Wise – engenharia (1)
- Noah Conrad – engenharia (2)
- Chris Kasych – engenharia (4)
- Ryan Linvill – engenharia (5, 9)
- Jonah Shy – engenharia (6)
- Bryce Bordone – engenharia de mixagem (3, 8), assistência de mixagem (2, 6)
- Austen Healey – assistência de engenharia (2, 3, 7, 9, 10, 14)

## Tabelas musicais
| Paradas (2024–2025)                   | Melhor posição |
| ------------------------------------- | -------------- |
| Argentine Albums (CAPIF)              | 5              |
| Austrália (ARIA)                      | 3              |
| Áustria (Ö3 Austria Top 40)           | 25             |
| Bélgica (Ultratop Flandres)           | 3              |
| Bélgica (Ultratop Valônia)            | 15             |
| Canadá (Billboard)                    | 3              |
| Croatian International Albums (HDU)   | 2              |
| Dinamarca (Hitlisten)                 | 26             |
| Países Baixos (Dutch Charts)          | 2              |
| Finlândia (Suomen virallinen lista)   | 19             |
| França (SNEP)                         | 124            |
| Alemanha (Offizielle Deutsche Charts) | 10             |
| Greek Albums (IFPI)                   | 5              |
| Hungria (MAHASZ)                      | 40             |
| Icelandic Albums (Tónlistinn)         | 13             |
| Irlanda (Official Irish Albums)       | 1              |
| Lithuanian Albums (AGATA)             | 24             |
| Nova Zelândia (RMNZ)                  | 1              |
| Noruega (VG-lista)                    | 18             |
| Polónia (ZPAV)                        | 51             |
| Portugal (AFP)                        | 9              |
| Escócia (Official Scottish Albums)    | 1              |
| Espanha (PROMUSICAE)                  | 14             |
| Suécia (Sverigetopplistan)            | 26             |
| Suíça (Schweizer Hitparade)           | 16             |
| Reino Unido (Official Albums Chart)   | 1              |
| Estados Unidos (Billboard 200)        | 2              |

| Paradas (2024)                     | Posição |
| ---------------------------------- | ------- |
| Australian Albums (ARIA)           | 14      |
| Austrian Albums (Ö3 Austria)       | 48      |
| Belgian Albums (Ultratop Flanders) | 50      |
| Canadian Albums (Billboard)        | 29      |
| Dutch Albums (Album Top 100)       | 50      |
| German Albums (Offizielle Top 100) | 95      |
| Icelandic Albums (Tónlistinn)      | 52      |
| New Zealand Albums (RMNZ)          | 5       |
| Portuguese Albums (AFP)            | 41      |
| Spanish Albums (PROMUSICAE)        | 95      |
| Swiss Albums (Schweizer Hitparade) | 78      |
| UK Albums (OCC)                    | 6       |
| US Billboard 200                   | 18      |

## Certificações
| Região                                                       | Certificação | Vendas     |
| ------------------------------------------------------------ | ------------ | ---------- |
| Canadá (Music Canada)                                        | Platina      | 80,000‡    |
| Nova Zelândia (RIANZ)                                        | Platina      | 15,000‡    |
| Reino Unido (BPI)                                            | Platina      | 300,000‡   |
| Estados Unidos (RIAA)                                        | Platina      | 1 000 000‡ |
| ‡vendas+valores de streaming baseados apenas na certificação |              |            |

## Histórico de lançamento
| Região | Data                   | Formato                             | Gravadora(s)     | Ref.                 |
| ------ | ---------------------- | ----------------------------------- | ---------------- | -------------------- |
| Vários | 22 de setembro de 2023 | CD Digital download Vinil streaming | Amusement Island | [ 88 ] [ 89 ] [ 90 ] |
| Vários | 20 de setembro de 2024 | Fita cassete                        | Amusement Island | [ 91 ]               |